# Mocod, Bistrița-Năsăud
Mocod (în dialectul săsesc Mâkndraf, Makndrof, în germană Mokod, Makendorf, Malkendorf, în maghiară Szamosmakód, Makód) este un sat în comuna Nimigea din județul Bistrița-Năsăud, Transilvania, România.

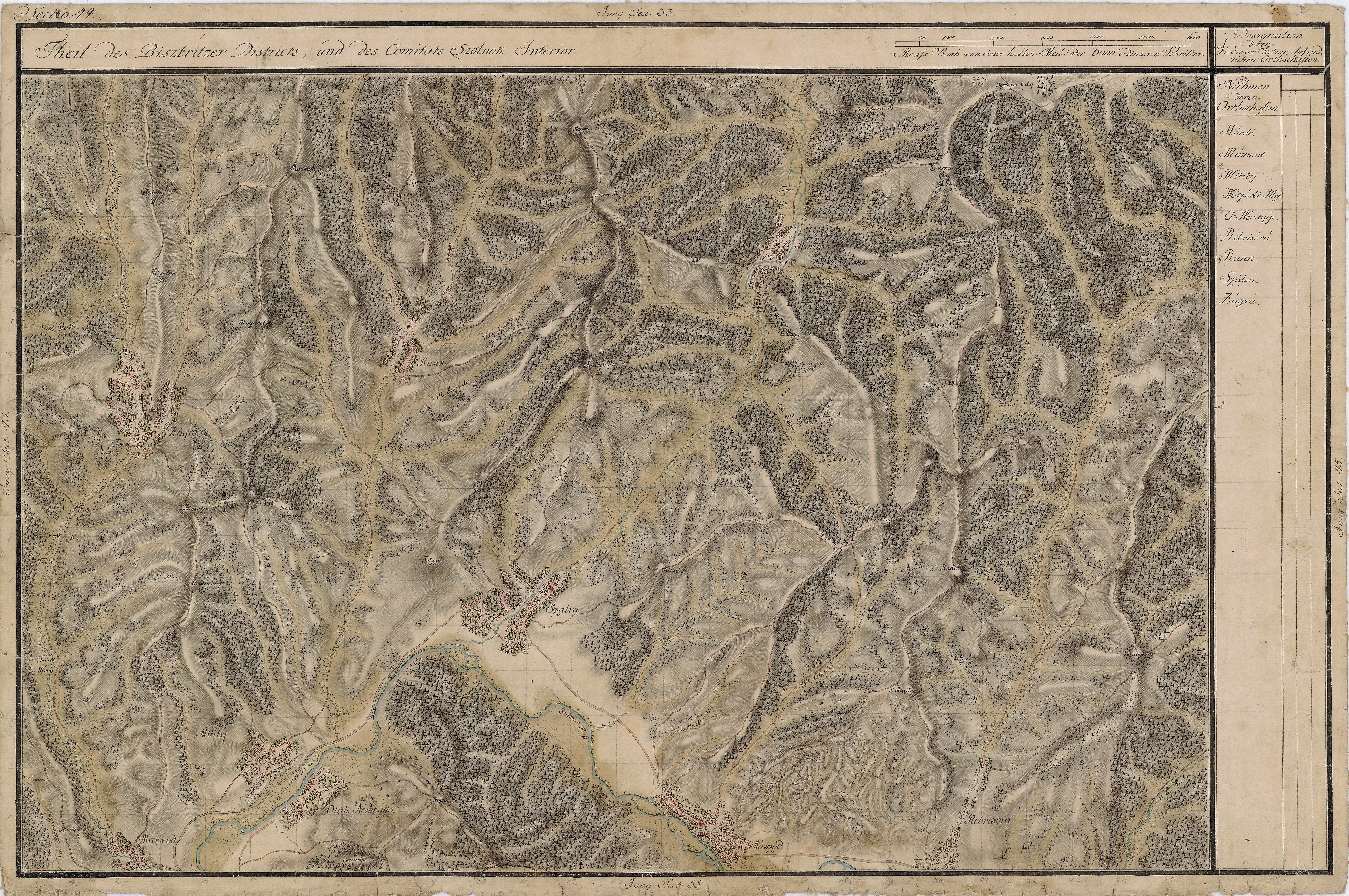
Mocod în Harta Iosefină a Transilvaniei, 1769-73

## Istorie
- Satul Mocod este atestat documentar în anul 1488 sub numele Makod
- A făcut parte din Comitatul Bistrița-Năsăud.
- Din 1762 a făcut parte din Regimentul 2 român, grăniceresc, de la Năsăud .

### Nume
Și-a schimbat numele în : Mokodt (1733), Maccods(1760), Makód(1808), Szamosmakód(1913), Mocod(1918).

## Cultură
Locuitorii satului sunt foarte conservatori, satul fiind considerat unul dintre cele mai tradiționaliste din județ .

### Evenimente
- Festivalul anual ”Craii din Mocod”

### Personalități
- Silvestru Tomi (1821-1878), căpitan în Regimentul grăniceresc din Năsăud, născut în Mocod. A făcut studiile primare la Școala grănicerească, fiind întotdeauna premiant. În 1839 a urmat "studii pedagogice" cu vicarul Ioan Marian (gr.cat. ?). Ca urmare, a fost, ulterior, numit dascăl în școala din Mocod, pe urmă adjunct de învățător la Școala grănicerească. În 1848 a intrat în serviciul militar ca sublocotenet în R. 2 grăniceresc, ajungând până la gradul de căpitan. După desființarea regimentului grăniceresc din 1851, ofițerul Silvestru Tomi a fost mutat la Reg. Inf. nr. 50 din Alba Iulia, sub stindardul căruia va activa până la pensionare. Între 1859-1864 a activat ca director-comandant al Școlii militare chezaro-crăiești austriece (Militaer-Ober-Erziehungshaus) din orașul Kamenitz (Cehia), primind multe scrisori de mulțumire de la elevii săi. După pensionare, în 1867, a fost ales inspector școlar al Școlii normale și Școlii de fetițe din Năsăud. Sensul vieții sale i-a fost dat de ideea iluminării tinerilor români prin carte. Pentru aceasta a înființat la Năsăud "Biblioteca Mariană", se spune că în onoarea dascălului pe care l-a avut: Ioan Marian, pe care pe patul de moarte l-a ținut în brațele sale până la ultima suflare. Din 1859 până în 1868 a înzestrat biblioteca cu cărți valoroase urmărind să ajungă la cifra de cel puțin 500 volume. Atașamentul său față de valorile universale este demonstrat într-o scrisoare unde justifică trimiterea unui regulament militar austriac, astfel: "<<Dienstreglement>>-ul conține unele învățăminte morale neresturnabile, cari vor rămâne pentru toate timpurile adevărate și morale curate, pe când celelalte norme (regule) de serviciu sunt supuse necesităților timpului și a lor modificări." A donat școlii din Mocod o suprafață de teren arabil "Moșia școalei (confesionale) din Mocod" pentru ca să producă fonduri bănești în favoarea învățământului de aici și, de asemenea, să servească ca loc de instrucție pentru legumicultură și pomicultură. Pentru toate acestea, în semn de cinstire școala din Mocod a primit numele "Căpitan Silvestru Tomi"[1].
- Ioan Ciocan (1850-1915), filolog, director al Liceului Grăniceresc din Năsăud, profesor de limba și literatura română la Universitatea din Budapesta

## Demografie
- La recensământul din 1910, din 910 locuitori 891 erau români creștin-ortodocși, iar 30 erau de religie  mozaică, din care 15 maghiari și 15 germani.
- La recensământul din 2011 satul avea 565 de locuitori dintre care 564 români (99,82%) și unul maghiar (0,17%).